# Pegaso (mitologia)
Pegaso (pronuncia /ˈpɛɡazo/; in greco antico: Πήγασος?, Pḗgasos) è una figura della mitologia greca. È il più famoso dei cavalli alati. Secondo il mito, nacque dal terreno bagnato dal sangue versato quando Perseo tagliò il collo di Medusa. Secondo un'altra versione, Pegaso sarebbe balzato direttamente fuori dal collo tagliato del mostro, insieme a Crisaore.

## Mitologia

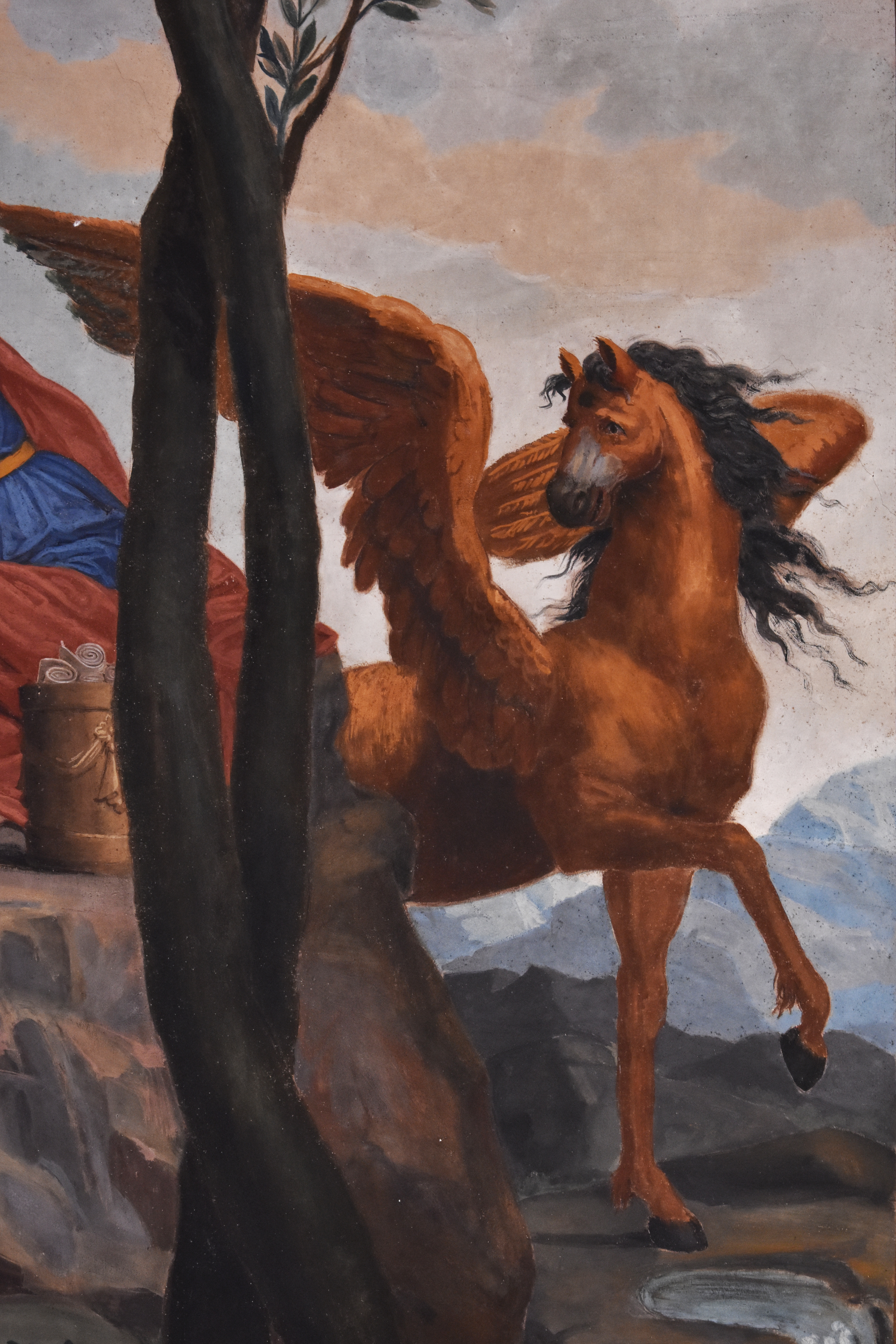
Pegaso fa sgorgare la sorgente Ippocrene. Particolare dell'affresco dell'Incoronazione di Virgilio di Palazzo Pianetti, Jesi

Animale selvaggio e libero, Pegaso viene inizialmente utilizzato da Zeus per trasportare le folgori fino all'Olimpo. Grazie alle briglie avute in dono da Atena, viene successivamente addomesticato da Bellerofonte, che se ne serve come cavalcatura per uccidere la Chimera. Dopo la morte dell'eroe, avvenuta per essere caduto da Pegaso, il cavallo alato ritorna tra gli dei.
Nella famosa gara di canto tra le Muse e le Pieridi, Pegaso aveva colpito con uno zoccolo il monte Elicona, che si era ingigantito fino a minacciare il cielo dopo aver udito il celestiale canto delle dee. Dal punto colpito dallo zoccolo di Pegaso nacque una sorgente, chiamata Ippocrene, o "sorgente del cavallo" Nello stesso modo, Pegaso fece scaturire una sorgente a Trezene.
Terminate le sue imprese, Pegaso prende il volo verso la parte più alta del cielo e si trasforma in una nube di stelle scintillanti che hanno formato una costellazione, tuttora chiamata Pegaso.
Con il nome di Pegaso sono definite numerose figure mitologiche minori, tutte deformazioni del Pegaso greco. Nella letteratura latina, Plinio descrive come Pegasi degli uccelli dell'Etiopia con teste di cavallo. Sempre Plinio descrive sotto lo stesso nome un cavallo dotato di ali e corna. Per Gaio Giulio Solino e Pomponio Mela sarebbe invece un uccello con orecchie di cavallo.

### La cattura di Pegaso
Polido disse a Bellerofonte che avrebbe avuto bisogno di Pegaso. Per ottenere i servizi del cavallo alato selvatico, Polido suggerì a Bellerofonte di dormire presso il tempio di Atena. Mentre Bellerofonte dormiva, sognò che Atena metteva una briglia d'oro accanto a lui, dicendo: «Dormi, principe della casa di Aiolo? Vieni, prendi questo incantesimo per il destriero e mostralo al Domatore tuo padre e come sacrificio ponigli un toro bianco». Quando si svegliò trovò effettivamente la briglia d'oro. Per catturarlo Bellerofonte avrebbe dovuto avvicinarsi a Pegaso mentre beveva da una fonte; Polido gli disse quale fonte, ossia quella di Pirene nella cittadella di Corinto, la città di nascita di Bellerofonte.
Altri racconti dicono che Atena portò Pegaso già domato e imbrigliato, o che fu Poseidone come domatore di cavalli, segretamente il padre di Bellerofonte che gli portò Pegaso, come affermava Pausania.

## Albero genealogico
|  |  |       |       |       |       |           |           |           |           |           |           | Caos   |       |     |     |       |       |       |       |       |       |        |       |  |  |      |      |      |      |      |      |  |  |
|  |  |       |       |       |       |           |           |           |           |           |           |        |       |     |     |       |       |       |       |       |       |        |       |  |  |      |      |      |      |      |      |  |  |
|  |  |       |       |       |       |           |           |           |           |           |           | Gea    |       |     |     |       |       |       |       |       |       |        |       |  |  |      |      |      |      |      |      |  |  |
|  |  |       |       |       |       |           |           |           |           |           |           |        |       |     |     |       |       |       |       |       |       |        |       |  |  |      |      |      |      |      |      |  |  |
|  |  |       |       |       |       |           |           |           |           |           |           |        |       |     |     |       |       |       |       |       |       |        |       |  |  |      |      |      |      |      |      |  |  |
|  |  |       |       |       |       |           |           | Urano     | Urano     | Urano     | Urano     | Urano  | Urano |     |     | Etere | Etere | Etere | Etere | Etere | Etere |        |       |  |  |      |      |      |      |      |      |  |  |
|  |  |       |       |       |       |           |           | Urano     | Urano     | Urano     | Urano     | Urano  | Urano |     |     | Etere | Etere | Etere | Etere | Etere | Etere |        |       |  |  |      |      |      |      |      |      |  |  |
|  |  |       |       |       |       |           |           |           |           |           |           |        |       |     |     |       |       |       |       |       |       |        |       |  |  |      |      |      |      |      |      |  |  |
|  |  |       |       |       |       |           |           |           |           |           |           |        |       |     |     |       |       |       |       |       |       |        |       |  |  |      |      |      |      |      |      |  |  |
|  |  |       |       |       |       |           |           |           |           |           |           |        |       |     |     |       |       | Ponto |       |       |       |        |       |  |  |      |      |      |      |      |      |  |  |
|  |  |       |       |       |       |           |           |           |           |           |           |        |       |     |     |       |       |       |       |       |       |        |       |  |  |      |      |      |      |      |      |  |  |
|  |  | Crono | Crono | Crono | Crono | Crono     | Crono     |           |           | Rea       | Rea       | Rea    | Rea   | Rea | Rea |       |       |       |       |       |       |        |       |  |  |      |      |      |      |      |      |  |  |
|  |  | Crono | Crono | Crono | Crono | Crono     | Crono     |           |           | Rea       | Rea       | Rea    | Rea   | Rea | Rea |       |       |       |       |       |       |        |       |  |  |      |      |      |      |      |      |  |  |
|  |  |       |       |       |       |           |           |           |           |           |           |        |       |     |     |       |       |       |       |       |       |        |       |  |  |      |      |      |      |      |      |  |  |
|  |  |       |       |       |       |           |           |           |           |           |           |        |       |     |     |       |       |       |       |       |       |        |       |  |  |      |      |      |      |      |      |  |  |
|  |  |       |       |       |       | Poseidone | Poseidone | Poseidone | Poseidone | Poseidone | Poseidone |        |       |     |     |       |       | Forco | Forco | Forco | Forco | Forco  | Forco |  |  | Ceto | Ceto | Ceto | Ceto | Ceto | Ceto |  |  |
|  |  |       |       |       |       | Poseidone | Poseidone | Poseidone | Poseidone | Poseidone | Poseidone |        |       |     |     |       |       | Forco | Forco | Forco | Forco | Forco  | Forco |  |  | Ceto | Ceto | Ceto | Ceto | Ceto | Ceto |  |  |
|  |  |       |       |       |       |           |           |           |           |           |           |        |       |     |     |       |       |       |       |       |       |        |       |  |  |      |      |      |      |      |      |  |  |
|  |  |       |       |       |       |           |           |           |           |           |           |        |       |     |     |       |       |       |       |       |       | Medusa |       |  |  |      |      |      |      |      |      |  |  |
|  |  |       |       |       |       |           |           |           |           |           |           |        |       |     |     |       |       |       |       |       |       |        |       |  |  |      |      |      |      |      |      |  |  |
|  |  |       |       |       |       |           |           |           |           |           |           | Pegaso |       |     |     |       |       |       |       |       |       |        |       |  |  |      |      |      |      |      |      |  |  |

## Simbologia
L'idea di un cavallo alato è molto antica e proviene dall'Asia Minore. La vitalità e la forza del cavallo, unite alla capacità di volare e quindi di svincolarsi dal peso della gravità fanno di Pegaso un simbolo della vita spirituale del poeta e della sua ispirazione che si eleva indomabile, incurante di qualsiasi ostacolo terreno.

### Personificazione dell'acqua

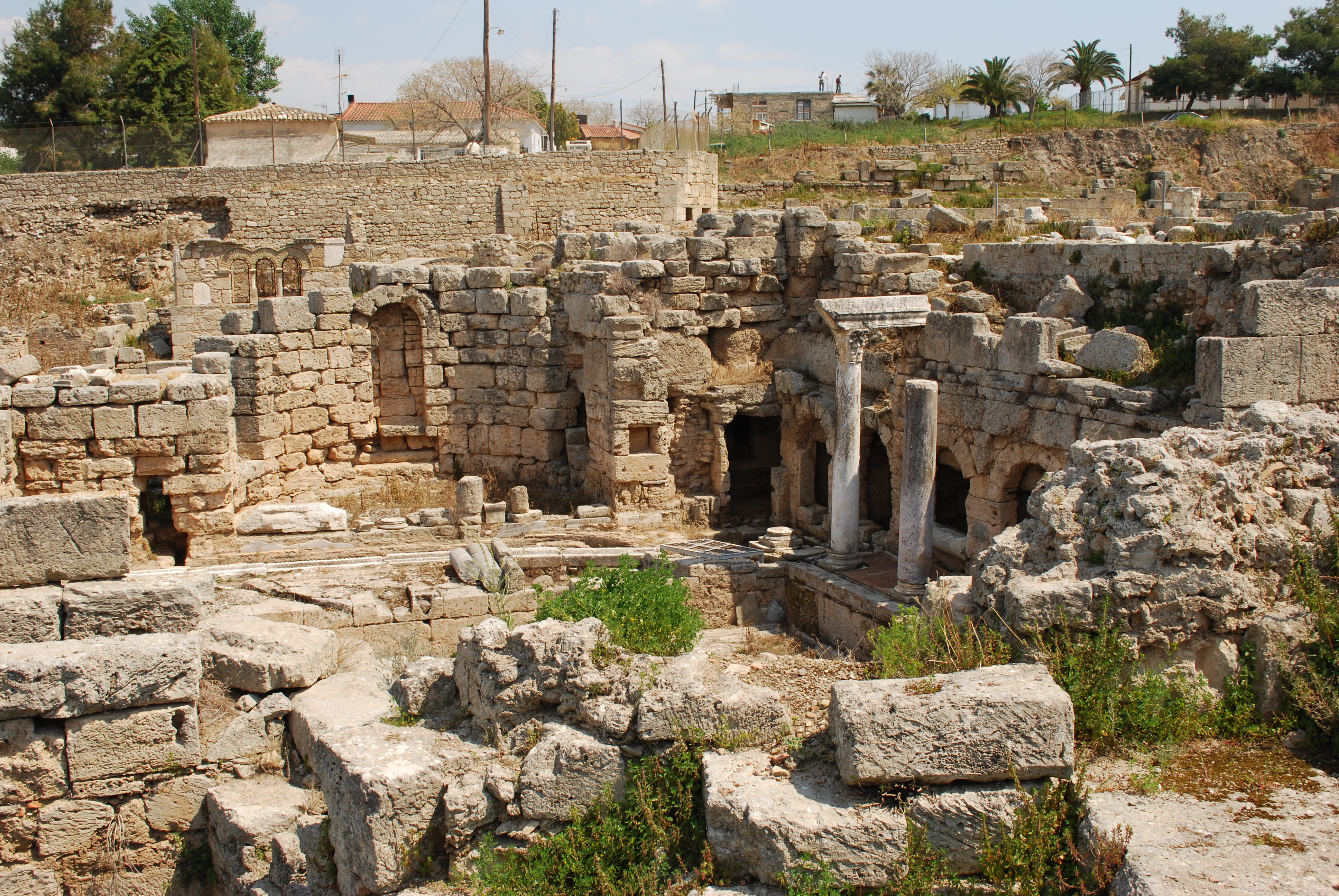
La fontana di Pirene inferiore a Corinto, luogo in cui Pegaso viene catturato secondo il mito.

Il legame tra Pegaso e l'acqua è noto da molto tempo poiché alla fine del XII secolo, un mitografo del Vaticano assicura che il nome di Pegaso si applicava a tutti i fiumi perché evoca la velocità della corsa dei cavalli. Nel 1857, Louis-Ferdinand-Alfred Maury accostò Pegaso a "una personificazione di acqua sorgiva che precipita e muore", come tutti i cavalli dell'antica Grecia. Gli antichi greci simboleggiano l'acqua e le fontane sotto l'emblema del cavallo, motivo per cui questo animale è dedicato a Poseidone che lo ha creato con il suo tridente. Il fulmine, cioè "l'arma d'oro di Zeus", nasce, come Pegaso, dalle acque fluenti, rappresentate dal sangue di Medusa, e si precipita in cielo.
Nel XX secolo, il Dizionario dei Simboli evidenzia questo legame tra Pegaso e l'acqua: il lampo e il tuono che trasporta per Zeus creano le tempeste, quindi la pioggia. È il figlio del dio del mare Poseidone, il suo nome è preso dalla parola "fonte", è nato alle "fonti dell'oceano", può creare fonti con uno zoccolo e viene catturato da Bellerofonte mentre beve alla fontana di Pirene (questo episodio presenta una relazione tra la fertilità e l'elevazione). Il libro conclude che è una "fonte alata" e una "nuvola che trasporta acqua fertile".
Carl Gustav Jung vede nello zoccolo del cavallo Pegaso "il dispensatore del fluido fertile", che Jean-Paul Clébert interpreta come il sesso maschile, mentre il ferro di cavallo rappresenta a suo parere la vagina femminile. Il piede di Pegaso, creatore di fonti, avrebbe potuto essere un simbolo dell'atto riproduttivo, fonte di ogni vita.
In Le bestiaire divin, Jacques Duchaussoy vede nelle fonti create da Pegaso e dal cavallo Bayard un calcio alle "fonti di conoscenza spirituale" che finiscono per diventare l'acqua pura destinata a dissetare il pellegrino o il viaggiatore lungo il cammino.

### Analisi del mito di Bellerofonte

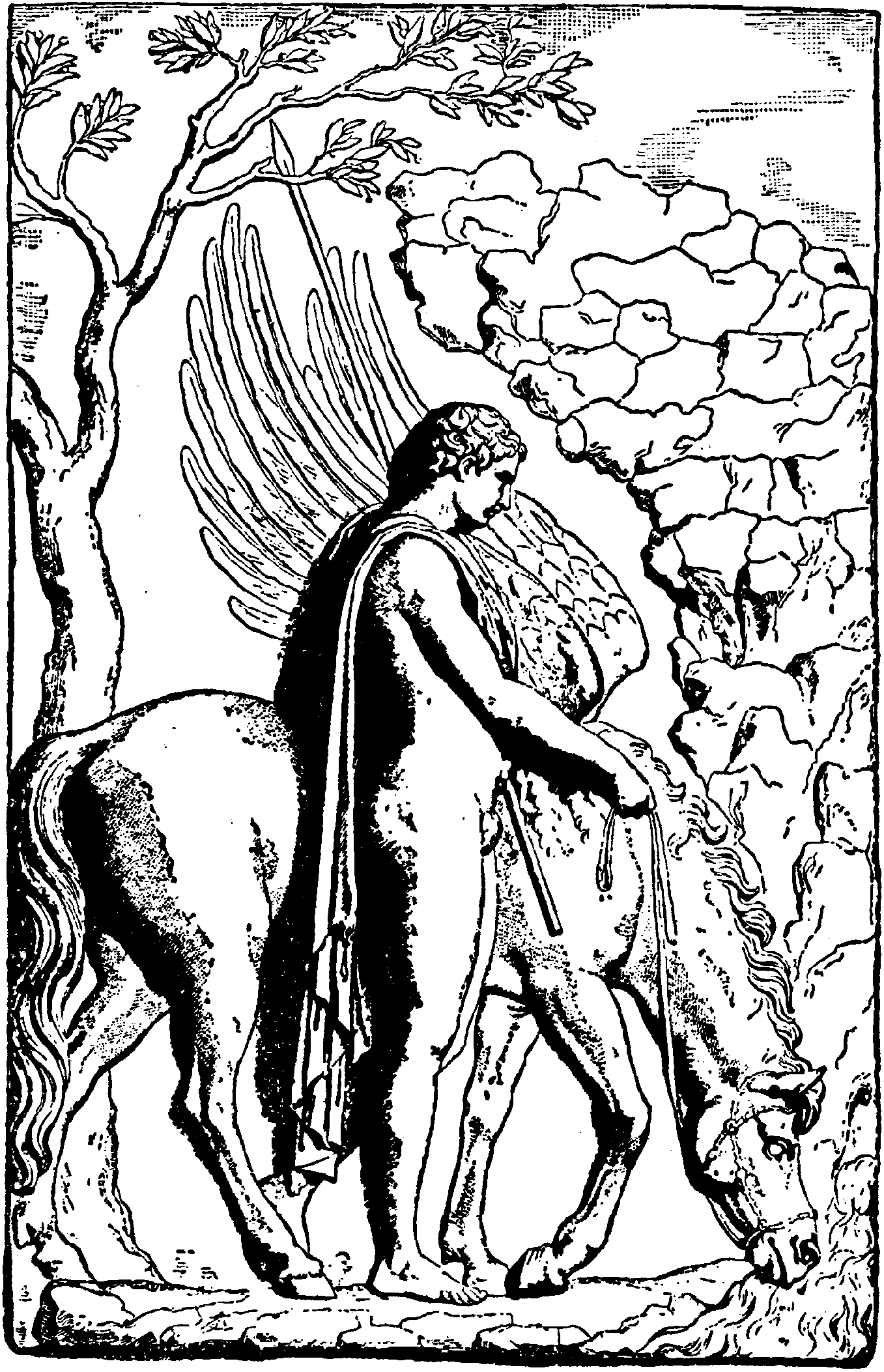
Bellerofonte e Pegaso nel Nordisk familjebok.

Bellerofonte e Pegaso condividono un'origine comune poiché secondo Pindaro, Poseidone era il padre divino di Bellerofonte. Sono quindi fratellastri. Jacques Desautels aggiunge che l'associazione di Bellerofonte e Pegaso inizia con la storia delle Odi di Pindaro, vicino alla fonte di Pirene a Corinto, mentre l'eroe fa più tentativi per catturare il cavallo alato. Succede solo grazie alle briglie d'oro fornite da Atena.
Nella versione della storia di Bellerofonte fornita dall'Iliade, Pegaso non è menzionato. Robert Graves presume tuttavia che l'eroe abbia adempiuto agli altri compiti imposti dopo la morte della Chimera con l'aiuto del cavallo alato. Quindi, secondo lui, Bellerofonte sconfigge le Amazzoni e i Solimi volando lontano sopra di loro, fuori dalla portata delle loro frecce e superando i molti proiettili. Per sconfiggere i pirati di Caria e la guardia reale licia, Bellerofonte non fa appello all'aiuto di Pegaso.

#### Poseidone e Atena
Un altro punto che rileva Jacques Desautels sta nel rapporto tra le divinità Atena e Poseidone con il cavallo nella mitologia greca. Poseidone è associato all'epiteto hippio, "equestre" o "ippico", e condivide la sua imprevedibilità con il suo animale preferito che ha creato con un colpo di tridente (questo primo cavallo, apparso alla fondazione di Atene che viene facilmente confuso con Pegaso). È lui che rimane l'unico dio in grado di controllare e dominare i corrieri prima dell'invenzione del morso da parte della sua rivale, Atena, che porta l'epiteto "al morso" e forse, quindi, sovrapposto a Pegaso. Pertanto, dopo aver donato il morso a Bellerofonte, la dea gli avrebbe chiesto di sacrificare il dio del mare per placarlo, prima di insegnargli l'arte di condurre un cavallo in guerra. La città di Corinto, dove si svolse l'addomesticamento di Pegaso da parte di Bellerofonte, era famosa per il culto di queste due divinità.

## Antiche fonti archeologiche

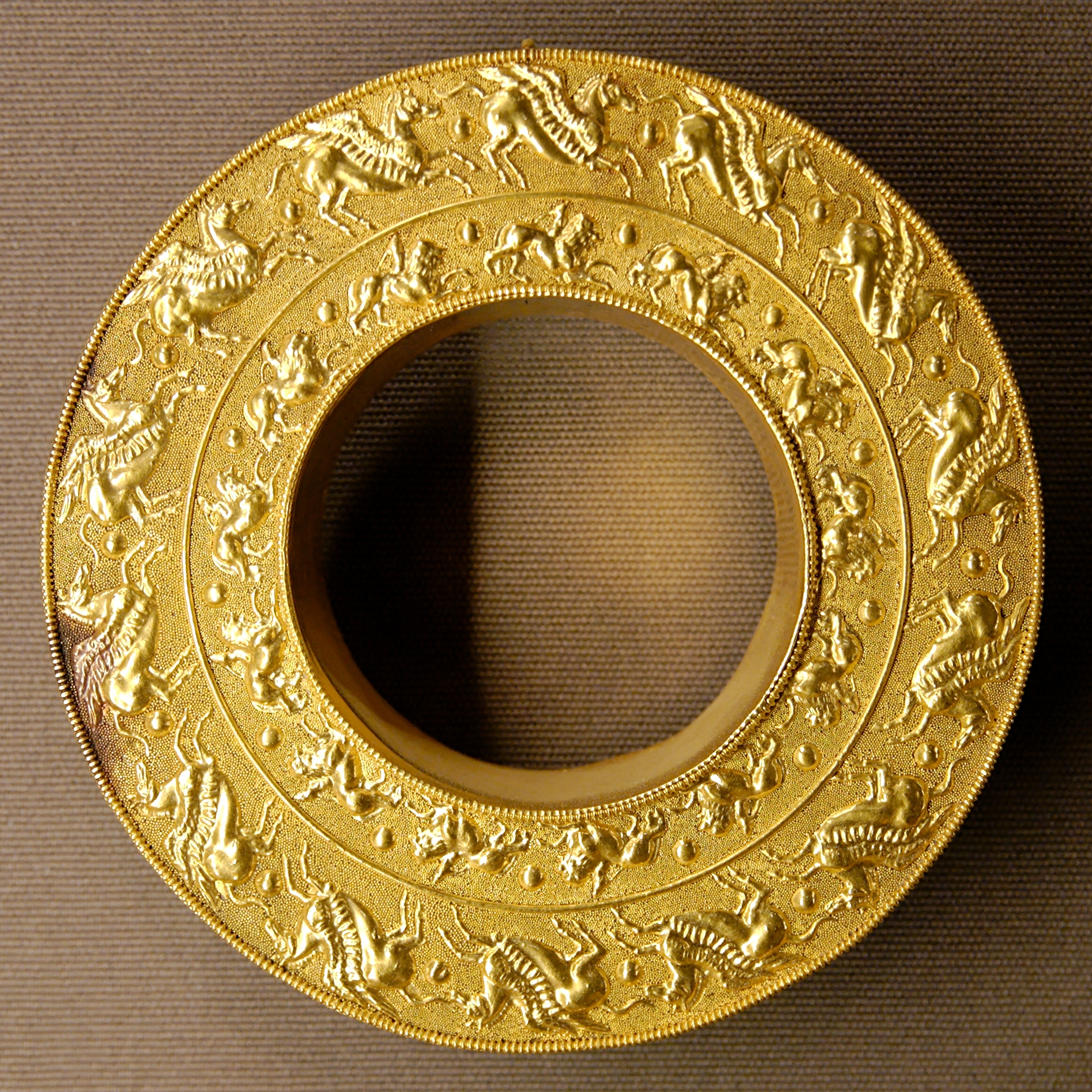
Rotella con Pegaso e Chimera, probabilmente un orecchino d'oro con decorazione a filigrana, granulazione e stampaggio, inizio del IV secolo a.C. Origine incerta: la forma si riferisce al Sud Italia, ma il decoro della granulazione è particolare della gioielleria etrusca.

I più antichi cavalli alati rappresentati sembrano essere di origine orientale. Appaiono sui sigilli assiri nel XIII secolo a.C., ma in assenza di altri elementi, è impossibile sapere se hanno una qualche relazione con Pegaso. La prima rappresentazione attestata di Pegaso risale al VII secolo a.C.: è una lotta a terra contro la Chimera. Dalla metà del VII secolo a.C., Pegaso è rappresentato in volo, che rimane la regola fino al periodo arcaico, dove è spesso solo a combattere contro la Chimera. Nelle vecchie rappresentazioni può apparire senza ali, il che rende difficile l'identificazione. La sua iconografia potrebbe essere stata influenzata da quella di Ippogallo, creatura ibrida mezzo gallo e mezzo cavallo.
Pegaso è rappresentato principalmente da solo, o accompagnato da Bellerofonte che combatte la Chimera, nel qual caso la più classica illustrazione mostra l'eroe in sella, brandendo una lancia di fronte al mostro. Una tradizione dell'era arcaica vuole che l'eroe scenda da cavallo prima di combattere. Troviamo rappresentazioni nell'antica arte greca mettendo in scena la lotta contro la Chimera. Pegaso è rappresentato anche accanto alle Muse, quando è nato da Medusa, catturato vicino alla fontana di Pirene o ancora abbeveratosi da quest'ultima. La Periegesi della Grecia di Pausania attesta che Pegaso era una figura ornamentale nell'antica arte: a Corinto, dove ne avevano reso un culto eroico di Bellerofonte, una statua dell'eroe e il cavallo Pegaso che decorava il tempio di Poseidone. "La fontana più importante di Corinto" era un Bellerofonte posto vicino ad Artemide, montato su Pegaso, con l'acqua che usciva da uno zoccolo del cavallo.
Il mito fu ripreso dai Romani che ne fecero delle aggiunte prima dell'ascesa del Cristianesimo, specialmente nel simbolismo psicopompico e nella sua associazione con l'imperatore Augusto. Il cavallo alato è anche l'emblema di diverse legioni romane come Legio II Adiutrix o Legio II Augusta.

## Nell'arte
- Perseo uccide Medusa sotto gli occhi di Atena, metopa da Selinunte, 540 a.C., Museo Archeologico di Palermo.
- Le statue gemelle di Pegaso sulla facciata della Stazione di Milano Centrale.
- Il Pegaso è stato spesso usato nel conio delle monete della Locri Epizephirii in Magna Grecia (300 a.C.).